# Hypolytrum scaberrimum
Hypolytrum scaberrimum är en halvgräsart som beskrevs av Johann Otto Boeckeler. Hypolytrum scaberrimum ingår i släktet Hypolytrum och familjen halvgräs. Inga underarter finns listade i Catalogue of Life.